# Кочнев, Дамиан Афанасьевич
Дамиан Афанасьевич Кочнев (1870, Нюрба, Якутской области — ?) — присяжный поверенный, член Государственной думы Российской империи II созыва от Забайкальской области, политический и общественный деятель, учёный.

## Биография
Русский по национальности. Отец крестьянин. Родился в селе Нюрба Вилюйского округа Якутской области. Выпускник Якутской областной духовной семинарии. Не позднее 1895 "с выдачею прогонов на счет суммы, отпущенной Советом православного миссионерского общества" был направлен в переводческую комиссию в Казань для корректуры переводов на якутский язык.  В 1895 поступил на юридический факультет Казанского университета. Входил в Комиссию переводчиков религиозных книг на инородческие языки при братстве святого Гурия. Участвовал в переводе на якутский язык Священного писания, создал якутский букварь, написал учебник английского языка для якутов. В РГИА хранится записка «Об учебниках на якутском языке,  о переводах из Св. Писания,  сделанных студентами Казанского университета Кочневым Д. А. и Оконешниковым В. Т.». 16  мая 1898 года епископ Рязанский Мелетий обратился с письмом обер-прокурору Синода К. П. Победоносцеву, в котором говорилось: 

Студенты Казанского университета Демьян Афан. Кочнев и якут Василий Тимоф. Оконешников со своими переводческими изданиями решились посетить Петербург и лично представить <их> пред Особою Вашего Превосходительства.  Слово одобрения к их трудам на пользу своей родины ободрит их к исполнению предпринятого ими дела – снабжения своих родичей книгами Священнаго Писания и учебниками на якутском языке,  по методу Н. И. Ильминского.
 Состоялась ли встреча Кочнева с Победоносцевым неизвестно. Кочнев автор нескольких статей по этнографии Якутии, первым выдвинул гипотезу о том, что якуты пришли из Урянхайского края.
Окончив университет, Кочнев стал помощником по судебным вопросам в Казани, а с 1902 по ноябрь 1906 года служил  мировым судьей в Верхнеудинске Забайкальской области, с ноября 1906 по 1907 год — присяжным поверенным (с заработком 4 тысячи рублей в год). Председатель общества вспомоществования нуждающимся учащимся во всех средних учебных заведениях г. Верхнеудинска.
В 1906 — организатор и первый председатель Якутского комитета Партии народной свободы.
7 февраля 1907 избран в Государственную думу Российской империи II созыва от городского и сельского населения Забайкальской области. Вошёл в Конституционно-демократическую фракцию и Сибирскую группу. Состоял в комиссии по церковным вопросам. Участвовал в прениях по законопроекту «О пароходстве по рекам Амурского бассейна».
В 1916 году пожертвовал 1 тысячу рублей на создание в Иркутске университета (основан 27 октября 1918 года). Был членом Якутского и Восточно-Сибирского отдела Русского географического общества.
С 18 августа 1917 по 1919 гласный Иркутской городской думы. Член юридической комиссии и комиссии по выборам в Учредительное собрание. Кандидат в члены Учредительного собрания по списку партии народной свободы. Одновременно с ним были выдвинуты Михаил Попов, член партии меньшевиков, Василий Панкратов, социал-демократ, просидевший тринадцать лет в камере-одиночке Шлиссельбургской крепости, Гаврил Ксенофонтов, один из образованнейших якутов того времени. Победили на выборах Гаврил Ксенофонтов и  Василий Панкратов.
5 сентября 1917 на собрании кадетской партии в Иркутске призвал поддержать Временное правительство, как председатель Иркутского отдела партии протестовал против повальных обысков осенью 1917. Весной 1918 года встречался с генералом В. Е. Флугом, посланным руководством белого движения в Сибирь для выяснения положения. От непосредственного участия в контрреволюционной работе, как пишет генерал, "по известным мотивам" отказался, но всесторонне информировал делегацию с Дона о местных делах и помог в налаживании связей с коммерческими кругами.  23 июля 1918 в Иркутске на общем собрании той же кадетской партии приветствовал свержение власти большевиков и призвал к созданию сильной национальной армии. Осенью 1918 отказался от предложенных ему должностей председателя Иркутского окружного суда и прокурора Иркутской судебной палаты.
Дальнейшая судьба и дата смерти неизвестны.

## Труды
- О погребальных обрядах якутов Вилюйского округа Якутской области. Казань, 1895;
- Очерки юридического быта якутов. // Казань: Типо-литография Императорского Казанского университета, 1899. – 177 с.

### Рекомендованные источники
- Российский государственный исторический архив. Фонд 1278. Опись 1 (2-й созыв). Дело 212; Дело 634. Лист 121.
- Национальный архив Республики Татарстан. Фотодокументы. 2329. Дамиан Кочнев - студент Казанского университета юридического факультета.
- Андросов Е. Д. Олоххо тардыһыы күүһэ. – Дьокуускай: Бичик, 2003. – С. 255. (на якутском языке, о переводах священного писания и других книг в конце XIX - начале XX века)
- Звягин С. П. Кочнев Дамиан Афанасьевич // Историческая энциклопедия Сибири. Том. "К"-"Р". Главный ред. В. А. Ламин. Новосибирск, 2009.